# Gamlegårds- och Hälledalsvägen
Gamlegårds- och Hälledalsvägen är två mindre vägar belägna i och söder om Fjärås centrum samt öster om E6 i Fjärås socken i Kungsbacka kommun. Från 2015 avgränsar SCB här en småort.